# Barbara Czarniawska
Barbara Czarniawska (wcześniej Barbara Czarniawska-Joerges) (ur. 2 grudnia 1948 w Białymstoku, zm. 7 kwietnia 2024 w Göteborgu) –  profesor zarządzania w Göteborskim Instytucie Badawczym na Uniwersytecie w Göteborgu w Szwecji.
Członkini Szwedzkiej Akademii Nauk oraz członkini-korespondentka Brytyjskiej Akademii Nauk (od 2021). Doktor honoris causa kilku uczelni: Szkoły Handlowej w Kopenhadze (2006), w Sztokholmie (2005), w Helsinkach (2006) oraz Uniwersytetu w Aalborgu (2018).
Absolwentka psychologii na Uniwersytecie Warszawskim, doktorat obroniła na SGPiS w 1976. Na początku kariery związana z Wydziałem Zarządzania Uniwersytetu Warszawskiego. W latach 1984–1990 wykładała w Wyższej Szkole Handlowej w Sztokholmie. Visiting professor na wielu uczelniach europejskich i amerykańskich.
Współtwórczyni nurtu konstrukcjonizmu społecznego w teorii organizacji i zarządzania. Przedstawicielka nurtu metod jakościowych i interakcjonizmu symbolicznego, wykorzystująca storytelling oraz analizę narracyjną, a także teorię aktora-sieci. Jako jedna z pierwszych zaproponowała wykorzystanie antropologii kulturowej w ujęciu interpretatywnym do badań korporacji, w książce Exploring Complex Organizations z 1992.
Autorka m.in. Writing Management (Oxford University Press, 1999) A Tale of Three Cities (Oxford University Press, 2002), Narratives in Social Science Research (Sage, 2004), A Theory Of Organizing (Edward Elgar Publishing, 2008), Cyberfactories: How news agencies produce news (Edward Elgar Publishing, 2011).